# Anicety Renier
Anicety Renier (także Renjer, Regnier, Reniger, Renjé, lit. Anicetas Renjé, ur. ±1804, zm. 24 grudnia 1877 w Wilnie) – polski lekarz zdrojowy i przyrodnik, uczestnik powstania listopadowego, działacz polityczny, bibliotekarz Wileńskiego Towarzystwa Lekarskiego.

## Życiorys
Urodził się prawdopodobnie w Lublinie. Syn Feliksa (nie Mikołaja, jak podają błędnie niektóre źródła). W 1831 roku ukończył studia medyczne na Uniwersytecie Wileńskim ze stopniem kandydata medycyny i chirurgii. Brał udział w powstaniu listopadowym. Od 1832 do 1842 lekarz zdrojowy w uzdrowiskach Birsztany i Druskieniki. Prowadził tajną bibliotekę polską w Wilnie, stanowiącą główne ognisko antycarskiej propagandy w tym mieście. W lutym 1846 aresztowany za działalność polityczną, skazany przez sąd wojenny na piętnaście lat ciężkich robót, zesłany do Aleksandrowskiego Zawodu pod Irkuckiem (według innych źródeł do Nerczyńska). W 1857 objęty amnestią, powrócił do Wilna. Zmarł w 1877 roku, pochowany jest na cmentarzu Na Rossie.
Żonaty z Reginą z Bennetów (1820–1905).

## Wybrane prace
- Postrzeżenia nad krytyką historii litewskiej. Bibljoteka Warszawska, 1842
- O wodach mineralnych Druskiennickich. Tygodnik Petersburski nr 42, ss. 231-234 (10/22.6.1842)